# Stignano
Stignano es un municipio sito en el territorio de la provincia de Reggio Calabria, en Calabria (Italia).

## Demografía
| Gráfica de evolución demográfica de Stignano entre 1861 y 2001 |
|                                                                |
| Fuente ISTAT - elaboración gráfica a cargo de Wikipedia        |

- Datos: Q54677
- Multimedia: Stignano / Q54677

1. ↑  Worldpostalcodes.org, código postal n.º 89040.
2. ↑  «Codici Catastali». Comuni-italiani.it (en italiano). Consultado el 29 de abril de 2017.